# Yuka Kagami
Yuka Kagami (14 de setembro de 2001) é uma lutadora de estilo-livre japonesa.

## Carreira
Kagami ganhou a medalha de bronze na categoria livre feminino de 73 kg nos Jogos Olímpicos de Verão da Juventude de 2018, realizados em Buenos Aires, Argentina.
Em 2019, no Golden Grand Prix Ivan Yarygin realizado em Krasnoyarsk, Rússia, ela ganhou a medalha de prata no evento feminino de 72 kg. No mesmo ano, ela também ganhou a medalha de ouro no evento feminino de 72 kg no Campeonato Asiático de Luta Livre de 2019 realizado em Xi'an, China. No Campeonato Mundial de Luta Livre Sub-23 de 2019 realizado em Budapeste, Hungria, ela ganhou a medalha de prata no evento de 76 kg.
Kagami ganhou a medalha de prata em seu evento no Campeonato Asiático de Luta Livre de 2022, realizado em Ulaanbaatar, Mongólia. Ela ganhou uma das medalhas de bronze no evento feminino de 76 kg no Campeonato Mundial de Luta Livre de 2022, realizado em Belgrado, Sérvia.
Em 2023, Kagami ganhou a medalha de ouro no evento feminino de 76 kg no Campeonato Mundial de Luta Livre realizado em Belgrado, Sérvia. Ela derrotou Aiperi Medet Kyzy do Quirguistão em sua luta pela medalha de ouro. Ela também ganhou uma vaga para o Japão nas Olimpíadas de Verão de 2024 em Paris, França. Kagami ganhou a medalha de ouro no evento feminino de 76 kg nas Olimpíadas. Ela derrotou Kennedy Blades dos Estados Unidos em sua luta pela medalha de ouro.